# Герасимова
Герасимова (Герасимівка,Цапова) (рос. Балка Герасимова) — річка в Україні, у Станично-Луганському районі Луганської області. Права притока Деркулу (басейн Дону).

## Опис
Довжина річки 14 км, похил річки 5,4  м/км, найкоротша відстань між витоком і гирлом — 12,03  км, коефіцієнт звивистості річки — 1,17 . Площа басейну водозбору 92,5  км². Річка формується багатьма безіменними струмками та 4 загатами.

## Розташування
Бере початок на південно-східній стороні від селища Козачий. Тече переважно на південний схід через село Герасимівку і впадає у річку Деркул, ліву притоку Сіверського Дінця.
Населені пункти вздовж берегової смуги: Широкий, Комишне.